# Johann Wutz
Johann Wutz (* vor 1858; † nach 1863) war ein bayerischer Politiker.

## Werdegang
Wutz war Bierbrauer aus Schönthal (Oberpfalz). Von 1859 bis 1861 vertrat er den Wahlbezirk Cham in der Kammer der Abgeordneten des Bayerischen Landtags.